# Washington consensus
L'espressione Washington consensus è stata coniata nel 1989 dall'economista John Williamson per descrivere un insieme di 10 direttive di politica economica abbastanza specifiche che egli considerava come il pacchetto standard da destinare ai paesi in via di sviluppo che si fossero trovati in crisi economica.

## Storia
Queste direttive erano promosse da organizzazioni internazionali con sede a Washington D.C., come il Fondo Monetario Internazionale, la Banca Mondiale, e anche dal Dipartimento del Tesoro degli Stati Uniti d'America. Tra le direttive del "pacchetto" standard, vi sono riforme nella stabilizzazione macroeconomica, l'apertura agli investimenti e alle attività commerciali, e l'espansione del mercato nell'economia del paese che avesse richiesto l'aiuto di una delle tre organizzazioni (FMI, BM e USDT).

## I dieci punti di Williamson
Il concetto e il nome Washington Consensus vennero presentati per la prima volta nel 1989 da John Williamson, un economista dell'istituto Peterson per l'economia internazionale, un think tank economico internazionale con sede a Washington D.C.. Williamson usò questo termine per riassumere i principi finanziari ed economici condivisi in quegli anni da varie istituzioni che avevano sede in Washington, come il Fondo Monetario Internazionale, la Banca Mondiale e il Dipartimento del Tesoro degli Stati Uniti d'America, principi che si ritenevano necessari per il riassesto dell'America latina dalle crisi economiche e finanziarie degli anni Ottanta.
Il consensus come inizialmente stilato da Williamson includeva 10 larghi gruppi di suggerimenti in materia economica relativamente specifici:
- Una politica fiscale molto disciplinata volta a evitare forti deficit fiscali rispetto al prodotto interno lordo
- Il riaggiustamento della spesa pubblica verso interventi mirati: si raccomanda di limitare "i sussidi indiscriminati" e di favorire invece interventi a sostegno della crescita e delle fasce più deboli, come le spese per l'istruzione di base, per la sanità di base e per lo sviluppo di infrastrutture
- Riforma del sistema tributario, volta all'allargamento della base fiscale (intesa come somma globale delle singole basi imponibili) e all'abbassamento dell'aliquota marginale
- Tassi di interesse reali (cioè scontati della componente puramente inflattiva) moderatamente positivi
- Tassi di cambio della moneta locale determinati dal mercato
- Liberalizzazione del commercio e delle importazioni, in particolare con la soppressione delle restrizioni quantitative e con il mantenimento dei dazi ad un livello basso e uniforme
- Apertura e liberalizzazione degli investimenti provenienti dall'estero
- Privatizzazione delle aziende statali
- Deregulation: abolizione delle regole che impediscono l'entrata nel mercato o che limitano la competitività, eccetto per quel che riguarda le condizioni di sicurezza, di tutela dell'ambiente e di tutela del consumatore e un discreto controllo delle istituzioni finanziarie
- Tutela del diritto di proprietà privata

## Disputa sulla reale efficacia
Dopo l'invenzione da parte di Williamson, l'espressione è successivamente stata usata abbastanza comunemente con un secondo significato più ampio per riferirsi ad un generale orientamento verso un approccio economico fortemente orientato al mercato (a volte descritto negativamente con il termine neoliberismo o laissez-faire o anglofilia). Nell'enfatizzare il peso della differenza tra i due significati lo stesso Williamson ha sostenuto che le sue dieci direttive originali, strettamente definite, abbiano acquisito lo status di "tradizionali" (cioè solitamente date per scontate) mentre il suo secondo e successivo significato, che si riferisce ad una sorta di manifesto neoliberista, "non abbia mai ricevuto consenso [a Washington] e da nessun'altra parte in particolare". Recentemente diversi economisti del FMI hanno espresso perplessità su alcuni aspetti (in particolare, ruolo della speculazione e austerita').
Le discussioni sul Washington consensus sono state a lungo controverse. In parte, la controversia è dovuta al mancato accordo sul significato da dare al termine, il che crea appunto uno scontro tra il significato "originale" inteso da Williamson e quello più ampio (più vicino al neoliberismo). Ma ci sono anche sostanziali differenze tra i meriti e i demeriti delle direttive politiche. Alcuni critici, ad esempio, sono in disaccordo con l'enfasi del "Consensus" originale sull'apertura dei paesi in via di sviluppo ai mercati globalizzati o con ciò che denotano come un eccessivo rafforzamento delle forze preesistenti del mercato interno a spese di funzioni chiave dello stato. Per Amitav Ghosh, la «reazione della Terra alla globalizzazione dei mutamenti ecologici messi in moto dalla colonizzazione europea» è diventata una «forza planetaria» che si porta con sè l'«ideologia e la prassi del colonialismo nella loro variante neoliberale». L'adozione del Washington Consensus ha portato i suoi effetti anche nelle regioni dello Xinjiang, di Papua e del Kashmir.
Per altri il problema non è ciò che c'era nel consensus, ma piuttosto ciò che non c'era, come la costruzione di istituzioni forti e l'assenza di sforzi puntati a migliorare chi nella società si trova in condizioni peggiori. A dispetto, comunque, di queste controversie, molti scrittori e molte istituzioni orientate allo sviluppo sono ad oggi d'accordo nell'accettare l'idea generale che le strategie debbano essere personalizzate in base alle situazioni dei singoli paesi.